# OWSLA
OWSLA (acronyme de Owned With Stuffed Large Animal) est un label discographique américain de musique électronique, basé à Los Angeles, en Californie, actif entre 2011 et 2020. Il est fondé par Sonny John Moore (Skrillex), Tim Bitvargen Smith, Kathryn Frazier, et par Clayton Blaha le 17 août 2011,.

## Histoire
Le 12 décembre 2012, OWSLA lance un abonnement nommé OWSLA IV pour le distinguer du blog Nest HQ. Le programme permet aux abonnés mensuels d'accéder à des pistes et des remix exclusifs. En 2013, Bromance Records s'associe à OWSLA pour créer une branche américaine intitulée Bromance US avec des sorties de Gesaffelstein, Illangelo, Brodinski et LOUISAHHH !!!. Un an plus tard, Owsla lance la campagne de charité Nestivus, une série d'initiatives de vacances dont tous les bénéfices sont reversés à l'ONG internationale spécialisée dans la musique, Bridges for Music.
Le 18 septembre 2016, Owsla célèbre ses cinq ans d'existence en organisant une fête à Los Angeles. Dans une vidéo publiée par Owsla, Skrillex parle de l'établissement : « Je fais de la musique parce que j'aime la musique et tout part de là. Et je m'entoure de bonnes personnes en qui je crois aussi. Je pense qu'il est important de créer sa famille ». Le directeur général d'OWSLA, Blaise DeAngelo, affirme que Skrillex, comme beaucoup d'autres artistes, avait eu des problèmes avec des labels, ce qui l'a poussé à créer la sienne. OWSLA est décrit comme un label créé pour les artistes de musique électronique qui « ne pouvaient pas obtenir de bons contrats de label ou les ressources et le soutien dont ils avaient besoin ».
Spitfire de Porter Robinson est la première sortie du label. Les sorties qui suivent, telles que Shave It de Zedd, Aleph de Gesaffelstein et Jaguar de What So Not, sont qualifiées d'importantes. Chris Morris, responsable A&R d'OWSLA, explique que « pour qu'un artiste soit signé, il doit y avoir cette passion du haut vers le bas », affirmant qu'il s'agit d'une entreprise « axée sur l'artiste ». Le 5 mai 2017, OWSLA une compilation annuelle, Howsla,. Elle est décrite par Pitchfork comme « une approche ciblée qui s'inspire largement de la bassline house, un style du nord du Royaume-Uni qui se distingue par des mélodies grasses de bas de gamme, des batteries dures et un sens du swing glissant et sautillant ». Les filiales d'OWSLA comprennent Nest HQ, un site web dédié à l'exposition d'artistes de musique électronique et OWSLA Goods, un « rayon de la mode ».
La bibliothèque de Nest HQ a été discrètement supprimée en 2024.

## Artistes
Les derniers artistes signés avant l'inactivité du label en 2020 comprennent : AC Slater, Alésia, Alex Metric, Aryay, BASECAMP, Carmada, Dillon Francis, DJ Sliink, Dog Blood, Etnik, Hundred Waters, Jack Beats, Jack Ü, Josh Pan, JOYRYDE, Kill the Noise, KOAN Sound, Mark Johns, Marshmello, Mija, Moody Good, MUST DIE!, Phonat, Point Point, Salvatore Ganacci, Seven Lions, Skrillex, Snails, The M Machine, Tony Romera, TroyBoi, Valentino Khan, Vindata, Wiwek, What So Not, Yogi, Virtual Riot.
Les anciens artistes comprennent : Bart B More, Birdy Nam Nam, Blood Diamonds, Crookers, David Heartbreak, Destructo, Dillon Francis, Figure, Getter, Heartsrevolution, I Am Legion, Monsta, Nick Thayer, Phuture Doom, Porter Robinson, Rusko, Skream, Sub Focus, TC, Teddy Killerz, et Zedd.